# Vondie Curtis-Hall
Vondie Curtis-Hall (Detroit, Míchigan, 30 de septiembre de 1956) es un actor y director de cine estadounidense. Posee ascendencia africana. Es conocido por sus papeles en filmes como Eve's Bayou y Bad Lieutenant: Port of Call New Orleans, así como director del film de culto Gridlock'd. Recientemente interpretó a Ben Urich en la serie de Netflix Daredevil.

## Filmografía

### Como actor
| Año  | Título                       | Datos |
| ---- | ---------------------------- | ----- |
| 2020 | The Night House              |       |
| 2013 | Black Nativity               |       |
| 2009 | Teniente corrupto            |       |
| 2000 | Turn It Up                   |       |
| 1996 | Broken Arrow: alarma nuclear |       |
| 1994 | Dead Man’s Revenge           |       |
| 1993 | Un día de furia              |       |
| 1992 | Los reyes del mambo          |       |
| 1990 | Die Hard 2                   |       |
| 1988 | Coming To America            |       |

### Como director
| Año  | Título                                     | Datos                   |
| ---- | ------------------------------------------ | ----------------------- |
| 2008 | Divorcio en Hollywood                      | Temporada 2-episodio 5  |
| 2008 | Gossip Girl                                | Temporada 2- episodio 8 |
| 2007 | Boston Legal                               | Temporada 4 episodio 13 |
| 2005 | The Shield                                 | Temporada 4 episodio 6  |
| 2005 | Sin salida                                 |                         |
| 2004 | Redemption: The Stan Tookie Williams Story |                         |
| 2001 | Glitter, todo lo que brilla                |                         |
| 1997 | Gridlock'd                                 |                         |